# Dança-Teatro
Movimento importante para a dança do século XX por associar elementos cênico dramáticos à estética da dança. Teve seu início nos anos 20 com Rudolf Laban que fazia improvisações em torno do corpo/dança junto aos sons/palavras. Atinge o seu auge com Pina Bausch, nos anos 70, que cria espetáculos de grande impacto audiovisual, utilizando-se de movimentos técnicos e do cotidiano... E é expressar o sentimento humano do fundo de sua alma , o pilar mas fundamental da dança teatro é unir a dança e o teatro pelo seu ponto mais conflitante para daí surgir um espetáculo (andarilho.net)ora boas quinta faço te um broche